# Formula razionale (idrologia)
La formula razionale, conosciuta anche come metodo razionale o metodo delle sole piogge, è una formula che, sotto alcune ipotesi, permette la stima della portata al colmo di piena che un evento di pioggia di determinato tempo di ritorno può produrre in una data sezione di chiusura di un bacino idrografico; viene utilizzata nella progettazione dei collettori fognari e dei canali artificiali, oltre che nella verifica della capacità idraulica degli alvei fluviali.
La formula dà risultati verosimili nel caso di collettori o canali di lunghezza modesta, per i quali possa ritenersi trascurabile l'effetto di laminazione delle portate di piena.

## Storia
La formula è stata proposta da Kuichling nel 1889, sulla base dei concetti esposti dall'ingegnere Mulvany nel 1851.

## Formula
Nel metodo razionale, la massima portata {\displaystyle Q} in una sezione di controllo di un bacino idrografico di area {\displaystyle A}, associata a un evento di pioggia d'intensità media oraria {\displaystyle I}, è valutata dalla seguente espressione:
{\displaystyle Q=k\cdot \phi \cdot I\cdot A}
dove: 
- {\displaystyle \phi } è un coefficiente compreso tra 0 e 1 che prende il nome di "coefficiente di deflusso", o "coefficiente di afflusso", usato per tenere conto della natura della superficie considerata (terreno erboso ovvero terreno asfaltato piuttosto che terreno coltivato e così via);
- {\displaystyle k} è un coefficiente di omogeneità delle unità di misura delle grandezze in gioco, che, nel caso di {\displaystyle Q} in m³/s, {\displaystyle I} in mm/ora, {\displaystyle A} in ettari, è pari a {\displaystyle 1/360\approx 0,00278}.

La formula è sufficientemente attendibile per bacini di piccola estensione, soprattutto se urbanizzati (caratterizzati dalla gran parte delle superfici impermeabili), inferiore ai 300 ettari.
Le ipotesi su cui si basa la formula sono le seguenti:
- l'intensità di pioggia è costante su tutto il bacino nell'intervallo di tempo considerato;
- il coefficiente di deflusso medio del bacino rimane costante nell'intervallo di tempo considerato;
- il tempo di ritorno della piena è pari a quello dell'evento di pioggia;
- la portata massima alla sezione di chiusura si verifica dopo un intervallo di tempo a partire dall'inizio dell'evento piovoso pari al tempo di corrivazione;

### Intensità media oraria di pioggia
{\displaystyle I} è l'intensità media oraria, data dal rapporto dell'altezza di pioggia caduta {\displaystyle h} (in mm), sulla durata della pioggia {\displaystyle t} (in ore):
{\displaystyle I={\frac {h}{t}}}
In genere, una volta stimato un valore di {\displaystyle I} corrispondente a un certo tempo di ritorno, si assume che anche la portata {\displaystyle Q} abbia lo stesso tempo di ritorno dell'intensità di pioggia.

### Coefficiente di deflusso
In genere {\displaystyle \phi } è fornito in tabelle sperimentali che considerano varie situazioni reali.

## Applicazioni
Il metodo razionale, nella sua semplicità, è anche utilizzato nella stima della massima portata dovuta a un evento di pioggia, tuttavia, in assenza di opportuna calibrazione su dati realmente osservati, il risultato ottenuto è soggetto a incertezze non trascurabili.